# Škoda Octavia (1959–1971)

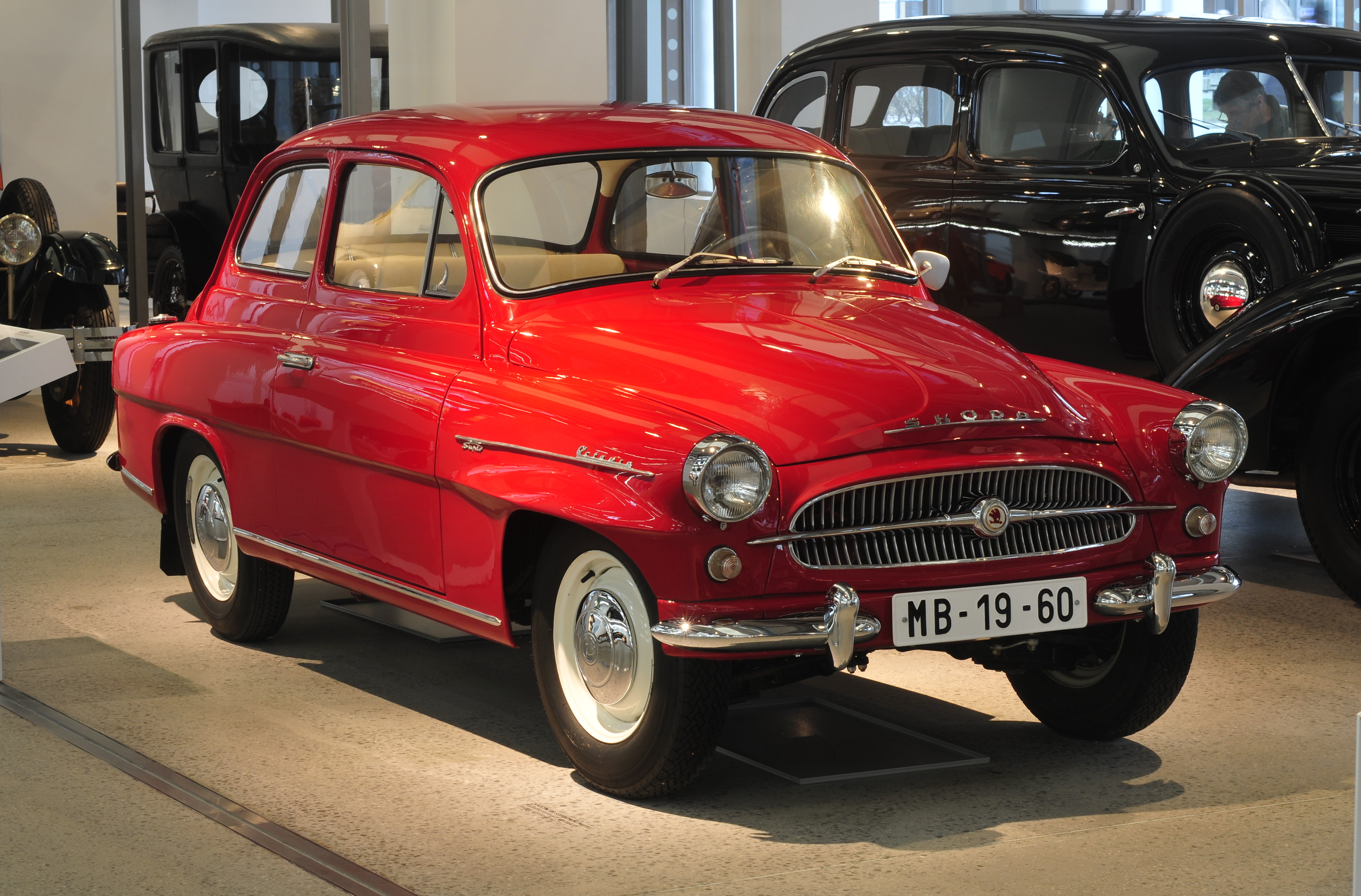
13-04-05-Skoda Museum Mladá Boleslav by RalfR-122

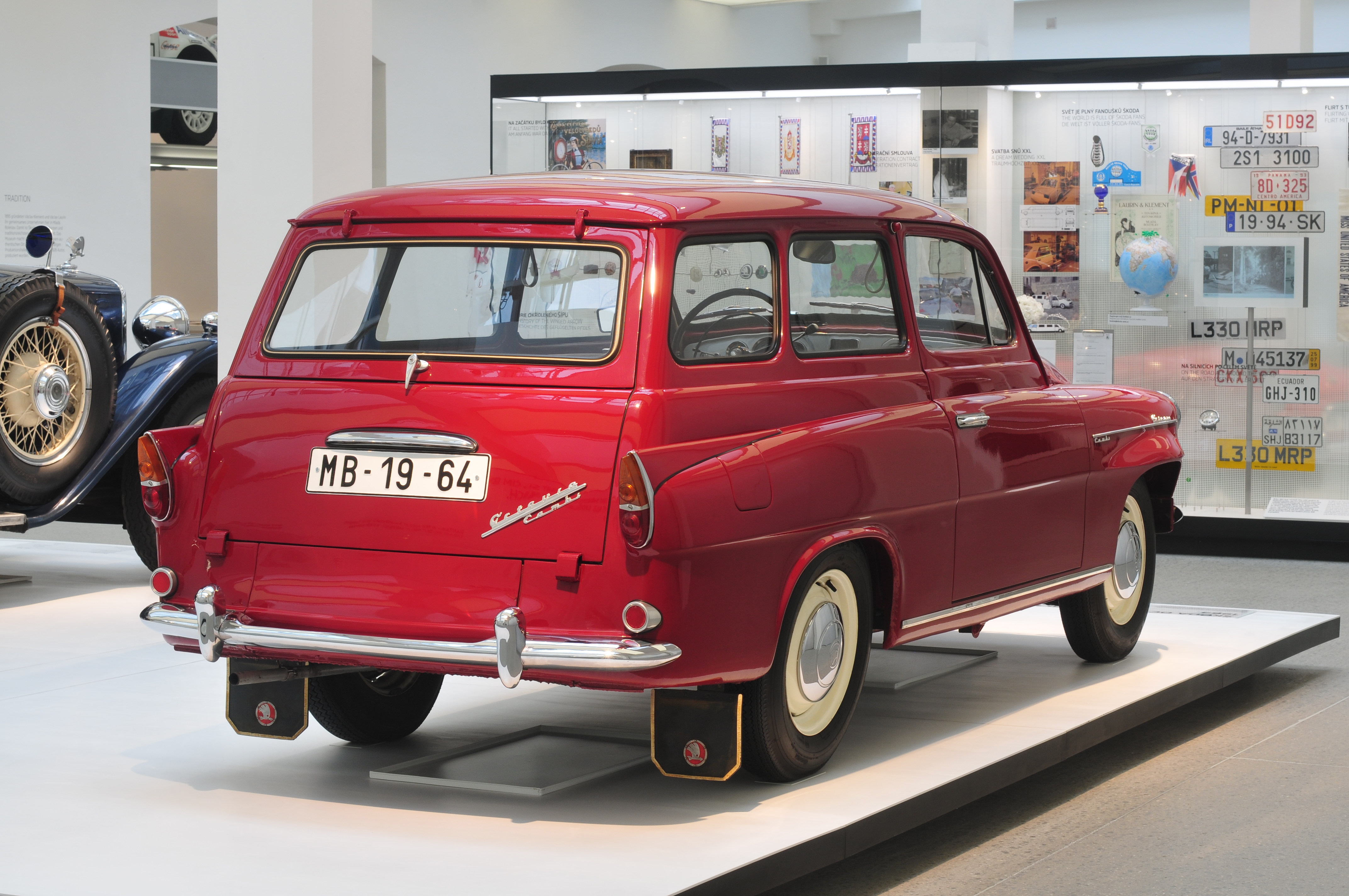
13-04-05-Skoda Museum Mladá Boleslav by RalfR-018

Skoda Octavia var en modell från Škoda Auto som tillverkades 1959–1971. Sedan 1996 används namnet Škoda Octavia på en mellanklassbil från Skoda.

## Historia
Den första modellen med namnet Octavia tillverkades 1959-1964, som efterföljare till Škoda 440 (1955–1959 Typ 970) och Škoda 445 (1957–1959 Typ 983). Octavia ersattes av Škoda 1000 MB 1964. Kombiversionen tillverkades fram till 1971. Modellen var en modifiering av den tidigare modellen Škoda 440 som lanserades i mitten av femtiotalet.
Från tidigare modeller behölls centralrörschassi med pendelaxlar bak, vilket gav vagnen en behaglig gång, men något nyckfulla vägegenskaper. Enligt samtida biltestare var vägegenskaperna bättre med full last. Mekaniskt var bilen på öststatsvis överdimensionerad och robust men hade även vissa finesser, såsom fjärröppning av bakluckan (i dörrposten på förarsidan). Vid stenskott på framrutan kunde den händige Škodaägaren skifta vind- och bakrutan, eftersom de hade samma mått. Som kombi överlevde modellen sextiotalet.